# Kreis (Band)
Kreis war eine Disco- und Popband der DDR. Sie wurde 1973 gegründet. In den ersten vier Jahren war die musikalische Richtung der Band auf den Phillysound ausgerichtet, später wurden die Titel rockiger und melodiöser. 1982 löste sich die Band auf.

## Geschichte
Die Band wurde 1973 von Arnold Murmel Fritzsch gegründet. Fritzsch holte seine damalige Frau Eva in die Band. Gerhard Witte übernahm die Gitarre (ging später zu Winni II), Matthias Neumann die Bassgitarre, Uwe Peschke das Schlagzeug und Peter Rosenhahn das Saxophon. 1974 verließ Rosenhahn die Band und Helmut Sickel übernahm für Neumann die Bassgitarre. 1978 nahm die Band ein englischsprachiges Album beim tschechoslowakischen Plattenlabel Supraphon auf. Die meisten der Texte hatte Dean Reed ins Englische übertragen.
Arnold und Eva Fritzsch formierten die Band 1979 neu, da sie etwas rockiger und melodiöser werden sollte. Wolfgang Nicklisch (ging später zur Modern Soul Band, Smokings) löste Witte ab, Dietmar Stephan (ging später zu electra) kam für Peschke und Jörg Dobersch (ging zur Modern Soul Band, Smokings) löste Sickel ab.
Arnold Fritzsch war stets der musikalische Kopf der Band. Nach ihrer Auflösung war er weiterhin als Musiker und Komponist tätig und schrieb unter anderem  Melodien für Wolfgang Lippert, Arnulf Wenning und Ines Paulke, mit der er bis zu ihrem Tod zusammenarbeitete.

## Diskografie

### LPs
- 1976: Kreis (Amiga)
- 1978: Alle Mann an Deck (Amiga)
- 1979: Kreis (Supraphon)
- 1980: Kreis (Rocktopus / Berlin (West)) – nie in der DDR erschienene Amiga-Aufnahmen

### Singles
- 1975: Eva weiß immer einen Dreh (A), Doch ich wollt’ es wissen (B) (Amiga)
- 1975: Ich will dich (A), Wirst du da sein (B) (Amiga)
- 1976: Doch Ich Wollt' Es Wissen (A),  Doch Ich Wollt' Es Wissen (Instrumental) (Disco-Version) (B) (Decca)
- 1976: Save Your Kisses for Me (A), Ein Bett im Kornfeld (B) (Amiga)
- 1976: Und wir gingen auf uns zu (A), Du machst mich müd’ (B) (Amiga)
- 1977: Sie ist immer noch allein (A), Gib dich nie auf  (B) (Amiga)
- 1977: Rock ’n’ Roll Madonna (A), Du hast mein Wort (B) (Amiga)
- 1978: Leere Arena (A), Kann das sein (B) (Amiga)
- 1979: Gartenstraße Nr. 2 (A), Goldene Glocken (B) (Amiga)
- 1979: Boing (A), It's My Song (B) (Supraphon/CSSR)
- 1979: Komm, komm näher (A), Er war der Clown (B) (Supraphon/CSSR)
- 1980: Schenk Mir Nochmal Ein (A),  Frei Wie Wir Zwei (B) (Rocktopus/Hansa)
- 1980: Auf Engel schießt man nicht (A),  Nenn mich einfach Robinson (B) (Hansa) / auch als Maxi-Single – nie in der DDR erschienen

### CDs
- 1991: Kreis (das erste Album von 1976, BMG AMIGA)
- 2007: Kreis – Die größten Hits (digital remasterte Originaltracks)

### Kompilationen (Auswahl)
- Neuaufnahme Doch ich wollt’ es wissen auf Wiedersehen macht Freude